# Berneuil (Alto Vienne)
 Berneuil  (en occitano Bernuèlh) es una población y comuna francesa, situada en la región de Lemosín, departamento de Alto Vienne, en el distrito de Bellac y cantón de Nantiat.

## Demografía
| 631 | 574 | 484 | 422 | 444 | 430 | 415 |
| Para los censos de 1962 a 1999 la población legal corresponde a la población sin duplicidades (Fuente: INSEE [Consultar]) |     |     |     |     |     |     |